# ʻOneata
ʻOneata ist eine kleine Insel der Inselgruppe Tongatapu im Norden von Tongatapu im Pazifik. Sie gehört politisch zum Königreich Tonga.

## Geographie
Das Motu liegt vor der Nordküste der Hauptinsel Tongatapu. Es gehört zur selben Riffkrone wie Manima, Pangaimotu und Nukunukumotu, welche das Westende der Piha Passage (Astrolabe Channel) markieren. Die halbmondförmige Insel öffnet sich nach Osten zum Kanal hin.
Zum Zeitpunkt des Zensus von 1996 lebten 3 Bewohner auf ʻOneata. Mittlerweile ist die Insel unbewohnt.

## Klima
Das Klima ist tropisch heiß, wird jedoch von ständig wehenden Winden gemäßigt. Ebenso wie die anderen Inseln der Tongatapu-Gruppe wird ʻOneata gelegentlich von Zyklonen heimgesucht.